# La Seconde Vérité
Pour plus de détails, voir Fiche technique et Distribution.
La Seconde Vérité est un film français réalisé par Christian-Jaque, sorti en 1966.

## Synopsis
Pierre Montaud, célèbre avocat, marié, s'éprend d'une jeune étudiante en médecine, Nathalie. Mais elle ne supporte plus de le voir en cachette et décide de rompre. Jaloux, il la menace avec un revolver, avant de perdre la mémoire. Le lendemain, un cadavre est découvert, avec son arme à proximité.

## Fiche technique
- Réalisation : Christian-Jaque
- Scénario : Christian-Jaque et Paul Andréota, d'après un roman de Jean Laborde inspiré de l'affaire Jaccoud[1]
- Dialogues : Jacques Sigurd
- Décors : Max Douy
- Photographie : Pierre Petit
- Montage : Jacques Desagneaux
- Son : Antoine Archimbaud
- Musique : Jacques Loussier
- Production : Agnès Delahaie
- Pays de production :  France
- Format :Scope Couleurs (Eastmancolor)
- Genre : Policier
- Durée : 90 minutes
- Date de sortie : 
  - France : 20 avril 1966

## Distribution
- Robert Hossein : Maître Pierre Montaud
- Michèle Mercier : Nathalie Neuville
- Bernard Tiphaine : Vadin, stagiaire de Pierre
- Pascale de Boysson : Suzanne, la secrétaire de Pierre
- Malka Ribowska : Hélène Montaud, l'épouse de Pierre
- Jean-Claude Rolland : Olivier Lacat, la victime
- Jean-Pierre Darras : le commissaire
- Jean Michaud : l'avocat de Pierre
- Pierre Leproux : le juge d'instruction
- Raymond Gérôme : le juge
- Jacques Castelot : le procureur
- Jean Marchat : le bâtonnier
- André Luguet : l'avocat agressif envers Pierre
- Fernand Guiot : un reporter
- Pierre-Louis : le radio reporter
- Léonce Corne (non crédité) : le greffier
- Bernard Musson (non crédité)

## Tournage
- Le film a été tourné principalement à Dijon[2].
- Nice et le marché aux fleurs [3]